# Uteran
Uteran is een bestuurslaag in het regentschap Madiun van de provincie Oost-Java, Indonesië. Uteran telt 4002 inwoners (volkstelling 2010).